# Chasnans
Chasnans foi uma comuna francesa na região administrativa de Borgonha-Franco-Condado, no departamento de Doubs. Estendia-se por uma área de 7,87 km². Em 2010 a comuna tinha 240 habitantes (densidade: 30,5 hab./km²).
Em 1 de janeiro de 2016, passou a fazer parte da nova comuna de Les Premiers-Sapins.